# 亀和田優希
亀和田優希（かめわだ ゆうき、1996年9月18日 - ）は、栃木県宇都宮市出身の元子役。

## 人物
- 血液型O型
- 趣味：読書、ミュージカル・舞台鑑賞、映画鑑賞
- 特技：歌、朗読 、ダンス

## 主な出演

### ミュージカル
- 生命のコンサート「赤毛のアン」（2004年8月　宇都宮公演　ミニー役）
- 生命のコンサート「赤毛のアン」（2005年9月　宇都宮公演　アン役）
- 生命のコンサート「赤毛のアン」（2006年9月　東京公演　アン役　東京国際フォーラム）
- ミュージカル「CHANCE2007」（2007年4月　ゆき役　セシオン杉並ホール）
- めがば的ミュージカル「ドラゴンファンタジー2」（2007年8月　アップル姫役　吉祥寺シアター）
- 赤毛のアン出版100周年記念公演「赤毛のアン」（2008年8月　アン役　カナダ大使館　オスカー・ピーターソン・シアター）
- 生命のコンサート「赤毛のアン」（2008年11月　東京公演　アン役　東京国際フォーラム）

### CM
- 栃木銀行 「2008サマーキャンペーン」（2008年5月～8月）